# Боруковский, Ян
Ян Боруковский (1524 — 15 апреля 1584, Селюнь) — римско-католический и государственный деятель Речи Посполитой, секретарь королевский с 1553 года, подканцлер коронный (1578—1584), епископ пшемысльский (1583—1584).

## Биография
Представитель польского шляхетского рода Боруковских герба «Юноша».
В качестве королевского секретаря Ян Боруковский участвовал в Люблинском сейме в 1569 году, где принимал участие в подписании акта унии и присоединения к Польше Подляшья, Волыни и Киевщины.
В 1569—1570 годах он занимал должность люстратора королевских имений на Мазовии.
В 1578 году Ян Боруковский получил должность подканцлера коронного, а в 1583 году стал епископом пшемысльским.